# NGC 1027
NGC 1027位於仙后座，是威廉·赫歇爾在1787年發現的疏散星團。它的位置在仙后座的東側，介於心臟星雲和靈魂星雲這兩個發射星雲之間。然而，它與這兩個星雲沒有物理上的聯繫，只是位於它們前方的前景星團，與太陽系的距離大約是3,000光年。星團的視星等為6.7等，使用10X50的雙筒望遠鏡就能看見一顆7等星，但這顆星並不是這個星團的成員；星團中最亮的恆星只有9.3等。
 维基共享资源上的相關多媒體資源：NGC 1027
- NED – NGC 1027
- SEDS – NGC 1027
- SIMBAD – NGC 1027
- VizieR – NGC 1027